# Montgueux
Montgueux is een gemeente in het Franse departement Aube (regio Grand Est) en telt 409 inwoners (2004). De plaats maakt deel uit van het arrondissement Troyes.
Het is de vermoedelijke locatie van de Slag op de Catalaunische Velden tussen de Romeinen en de Hunnen in het jaar 451.

## Geografie
De oppervlakte van Montgueux bedraagt 11,3 km², de bevolkingsdichtheid is 36,2 inwoners per km².
Montgueux is een grand cru-gemeentevan de Appellation contrôlée champagne. De kwaliteit is zo hoog dat men het dorp wel "de Montrachet van de Champagne" noemt. Het champagnehuis Charles Heidsieck bezit een van de wijngaarden in deze gemeente. 
De onderstaande kaart toont de ligging van Montgueux met de belangrijkste infrastructuur en aangrenzende gemeenten.

## Demografie
Onderstaande figuur toont het verloop van het inwonertal (bron: INSEE-tellingen).

Vanwege een beveiligingsprobleem met de MediaWiki Graph-software is het momenteel niet mogelijk deze grafiek weer te geven. Zodra de software is bijgewerkt zal de grafiek vanzelf weer zichtbaar worden.